# Reus Deportiu
Il Reus Deportiu è la sezione di hockey su pista della omonima società polisportiva avente sede a Reus. I suoi colori sociali sono il nero e il rosso.
Nella sua storia ha vinto in ambito nazionale cinque campionati nazionali, sette Coppe del Re e una Supercoppa nazionale; in ambito internazionale vanta otto Euroleghe, una Coppa delle Coppe, due Coppa CERS/WSE, una Coppa Continentale, una Coppa Intercontinentale e una Coppa del Mondo per club.
La squadra disputa le proprie gare interne presso il Pavelló Olímpic de Reus, a Reus.

## Cronistoria
| Cronistoria del Reus Deportiu - Sezione hockey su pista |
| --- |
| - 1945 · Fondazione della sezione di hockey su pista del Reus Deportiu. - 1946 · 2ª divisione Catalunya. - 1947 · 2ª divisione Catalunya. Promosso in 1ª div. Catalunya. - 1948 · 7º in 1ª divisione Catalunya. - 1949 · 2º in 1ª divisione Catalunya. 4º nel girone finale di Coppa del Generalissimo. - 1950 · 3º in 1ª divisione Catalunya. Finale di Coppa del Generalissimo. - 1951 · 2º in 1ª divisione Catalunya. Finale di Coppa del Generalissimo. - 1952 · 2º in 1ª divisione Catalunya. Vince la Coppa del Generalissimo (1º titolo). - 1953 · 2º in 1ª divisione Catalunya. Semifinale di Coppa del Generalissimo. - 1954 · 3º in 1ª divisione Catalunya. Finale di Coppa del Generalissimo. - 1955 · 9º in 1ª divisione Catalunya. - 1956 · 6º in 1ª divisione Catalunya. Fase a gironi di Coppa del Generalissimo. - 1957 · 3º in 1ª divisione Catalunya. Fase a gironi di Coppa del Generalissimo. - 1958 · 7º in 1ª divisione Catalunya. - 1959 · 4º in 1ª divisione Catalunya. - 1960 · 12º in 1ª divisione Catalunya. - 1961 · 8º in 1ª divisione Catalunya. - 1962 · 16º in 1ª divisione Catalunya. Retrocesso in 2ª div. Catalunya. - 1963 · 2ª divisione Catalunya. - 1964 · 2ª divisione Catalunya. Promosso in 1ª div. Catalunya. - 1965 · 2º in 1ª divisione Catalunya. Ottavi di finale di Coppa del Generalissimo. - 1966 · 2º in 1ª divisione Catalunya. Vince la Coppa del Generalissimo (2º titolo). - 1967 · Vince il campionato Catalunya (1º titolo). Semifinale di Coppa del Generalissimo. Vince la Coppa dei Campioni (1º titolo). - 1968 · 3º in 1ª divisione Catalunya. Vince la Coppa dei Campioni (2º titolo). - 1969 · 2º in 1ª divisione Catalunya. Vince la Coppa dei Campioni (3º titolo). - 1969 · Ammesso alla División de Honor. - 1969-1970 · Campione di Spagna (1º titolo). Vince la Coppa del Generalissimo (3º titolo). Vince la Coppa dei Campioni (4º titolo). - 1970-1971 · Campione di Spagna (2º titolo). Vince la Coppa del Generalissimo (4º titolo). Vince la Coppa dei Campioni (5º titolo). - 1971-1972 · Campione di Spagna (3º titolo). Finale di Coppa del Generalissimo. Vince la Coppa dei Campioni (6º titolo). - 1972-1973 · Campione di Spagna (4º titolo). Vince la Coppa del Generalissimo (5º titolo). Semifinale di Coppa dei Campioni. - 1973-1974 · 3º in División de Honor. Semifinale di Coppa del Generalissimo. Semifinale di Coppa dei Campioni. - 1974-1975 · 4º in División de Honor. Quarti di finale di Coppa del Generalissimo. - 1975-1976 · 4º in División de Honor. Semifinale di Coppa del Generalissimo. - 1976-1977 · 2º in División de Honor. Quarti di finale di Coppa del Re. - 1977-1978 · 3º in División de Honor. Semifinale di Coppa del Re. - 1978-1979 · 2º in División de Honor. Finale di Coppa del Re. Finale di Coppa dei Campioni. - 1979-1980 · 3º in División de Honor. Quarti di finale di Coppa del Re. Semifinale di Coppa dei Campioni. - 1980-1981 · 4º in División de Honor. Quarti di finale di Coppa del Re. - 1981-1982 · 6º in División de Honor. Finale di Coppa del Re. Semifinale di Coppa CERS - 1982-1983 · 3º in División de Honor. Vince la Coppa del Re (6º titolo). - 1983-1984 · 4º in División de Honor. Ottavi di finale di Coppa del Re. Vince la Coppa delle Coppe (1º titolo). - 1984-1985 · 10º in División de Honor. Quarti di finale di Coppa del Re. Semifinale di Coppa delle Coppe. Finale di Supercoppa d'Europa. - 1985-1986 · 14º in División de Honor. Retrocesso in Primera Div.. - 1986-1987 · 1º in Primera División. Promosso in Div. de Honor. - 1987-1988 · 5º in División de Honor. Primo turno di Coppa del Re. - 1988-1989 · 3º girone A 1ª fase, 4º girone titolo in División de Honor. Semifinale di Coppa del Re. Semifinale di Coppa CERS. - 1989-1990 · 2º girone B 1ª fase, 5º girone titolo in División de Honor. Finale di Coppa del Re. Quarti di finale di Coppa CERS. - 1990-1991 · 2º girone B 1ª fase, 4º girone titolo in División de Honor. Semifinale di Coppa del Re. Finale di Coppa CERS. - 1991-1992 · 2º girone A 1ª fase, 4º girone titolo in División de Honor. Semifinale di Coppa del Re. Quarti di finale di Coppa CERS. - 1992-1993 · 3º in División de Honor. Semifinale di Coppa del Re. Quarti di finale di Coppa CERS. - 1993-1994 · 8º in División de Honor. Secondo turno di Coppa del Re. Semifinale di Coppa CERS. - 1994-1995 · 1º girone B 1ª fase, 3º girone titolo in División de Honor. Semifinale di Coppa del Re. - 1995-1996 · 3º girone B 1ª fase, 3º girone titolo in División de Honor. Semifinale di Coppa del Re. Semifinale di Coppa CERS. - 1996-1997 · 3º girone A 1ª fase, 7º girone titolo in División de Honor. Quarti di finale di Coppa del Re. Primo turno di Champions League. - 1997-1998 · 4º in División de Honor. Semifinale di Coppa del Re. Ottavi di finale di Coppa CERS. - 1998-1999 · 4º in División de Honor. Semifinale di Coppa del Re. Ottavi di finale di Coppa CERS. - 1999-2000 · 4º in División de Honor. Quarti di finale di Coppa del Re. Semifinale di Coppa CERS. - 2000-2001 · 4º in División de Honor, semifinale dei play-off. Quarti di finale di Coppa del Re. Ottavi di finale di Champions League. - 2001-2002 · 8º in División de Honor, quarti di finale dei play-off. Semifinale di Champions League. - 2002-2003 · 6º in OK Liga, semifinale dei play-off. Vince la Coppa CERS (1º titolo). - 2003-2004 · 2º in OK Liga, semifinale dei play-off. Semifinale di Coppa del Re. Vince la Coppa CERS (2º titolo). Finale di Coppa Continentale. - 2004-2005 · 2º in OK Liga, finale dei play-off. Semifinale di Coppa del Re. Semifinale di Champions League. Finale di Coppa Continentale. - 2005-2006 · 2º in OK Liga, finale dei play-off. Vince la Coppa del Re (7º titolo). 3º nel girone finale di Champions League. - 2006-2007 · 2º in OK Liga, finale dei play-off. Finale di Coppa del Re. Vince la Supercoppa di Spagna (1º titolo). Fase a gironi di Champions League. Finale di Coppa del Mondo per club. - 2007-2008 · 2º in OK Liga, finale dei play-off. Semifinale di Coppa del Re. Finale di Supercoppa di Spagna. Finale di Eurolega. - 2008-2009 · 4º in OK Liga, semifinale dei play-off. Semifinale di Coppa del Re. Vince l'Eurolega (7º titolo). Vince la Coppa del Mondo per club (1º titolo). - 2009-2010 · 5º in OK Liga. Quarti di finale di Coppa del Re. Semifinale di Eurolega. Vince la Coppa Continentale (1º titolo). Vince la Coppa Intercontinentale (1º titolo). - 2010-2011 · Campione di Spagna (5º titolo). Finale di Coppa del Re. Finale di Eurolega. - 2011-2012 · 5º in OK Liga. Quarti di finale di Coppa del Re. Finale di Supercoppa di Spagna. Semifinale di Eurolega. - 2012-2013 · 4º in OK Liga. Finale di Coppa del Re. Quarti di finale di Eurolega. - 2013-2014 · 4º in OK Liga. Semifinale di Coppa del Re. Finale di Supercoppa di Spagna. Quarti di finale di Eurolega. - 2014-2015 · 5º in OK Liga. Quarti di finale di Coppa del Re. Semifinale di Supercoppa di Spagna. Finale di Coppa CERS. - 2015-2016 · 4º in OK Liga. Quarti di finale di Coppa del Re. Quarti di finale di Coppa CERS. - 2016-2017 · 2º in OK Liga. Finale di Coppa del Re. Finale di Supercoppa di Spagna. Vince l'Eurolega (8º titolo). - 2017-2018 · 3º in OK Liga. Semifinale di Coppa del Re. Semifinale di Supercoppa di Spagna. Semifinale di Eurolega. Finale di Coppa Continentale. Finale di Coppa Intercontinentale. - 2018-2019 · 3º in OK Liga. Quarti di finale di Coppa del Re. Semifinale di Supercoppa di Spagna. Fase a gironi di Eurolega. - 2019-2020 · 4º in OK Liga. Vince la Supercoppa di Spagna (2º titolo). Quarti di finale di Eurolega. Stagione interrotta a causa della pandemia di COVID-19. - 2020-2021 · 4º in OK Liga. Semifinale di Coppa del Re. Finale di Supercoppa di Spagna. Fase a gironi di Eurolega. - 2021-2022 · 4º in OK Liga, finale dei play-off. Finale di Coppa del Re. - 2022-2023 · 4º in OK Liga, quarti di finale dei play-off. Semifinale di Coppa del Re. Finale di Supercoppa di Spagna. Fase a gironi di Champions League. |

## Palmarès

### Competizioni nazionali
14 trofei
- Campionato spagnolo: 5

1969-1970, 1970-1971, 1971-1972, 1972-1973, 2010-2011
- Coppa del Re: 7

1952, 1966, 1970, 1971, 1973, 1983, 2006
- Supercoppa di Spagna: 2

2006, 2019

### Competizioni internazionali
14 trofei
- CERH European League: 8

1966-1967, 1967-1968, 1968-1969, 1969-1970, 1970-1971, 1971-1972, 2008-2009, 2016-2017
- Coppa delle Coppe: 1

1983-1984
- Coppa CERS/WSE: 2

2002-2003, 2003-2004
- Supercoppa d'Europa/Coppa Continentale: 1

2009-2010
- Coppa Intercontinentale: 1

2010
- Coppa del Mondo per club: 1 (record a pari merito con il Bassano)

2008

## Statistiche

### Partecipazioni ai campionati
| Livello | Categoria         | Partecipazioni | Debutto   | Ultima stagione | Totale |
| ------- | ----------------- | -------------- | --------- | --------------- | ------ |
| 1º      | División de Honor | 32             | 1969-1970 | 2001-2002       | 53     |
| 1º      | OK Liga           | 21             | 2002-2003 | 2022-2023       | 53     |
| 2º      | Primera División  | 1              | 1986-1987 | 1986-1987       | 1      |

### Partecipazioni alla coppe nazionali
| Competizione                         | Partecipazioni | Debutto | Ultima stagione |
| ------------------------------------ | -------------- | ------- | --------------- |
| Coppa del Generalissimo/Coppa del Re | 60             | 1949    | 2023            |
| Supercoppa di Spagna                 | 11             | 2006    | 2022            |

### Partecipazioni alla coppe internazionali
| Competizione                                 | Partecipazioni | Debutto   | Ultima stagione |
| -------------------------------------------- | -------------- | --------- | --------------- |
| Coppa dei Campioni/Champions League/Eurolega | 29             | 1966-1967 | 2022-2023       |
| Coppa CERS/WSE                               | 14             | 1981-1982 | 2015-2016       |
| Supercoppa d'Europa/Coppa Continentale       | 5              | 1984-1985 | 2016-2017       |
| Coppa delle Coppe                            | 2              | 1983-1984 | 1984-1985       |
| Coppa del Mondo per club                     | 2              | 2006      | 2008            |
| Coppa Intercontinentale                      | 2              | 2010      | 2017            |

## Organico 2021-2022

### Giocatori
| N° | Naz.              | Ruolo | Sportivo           |  |  |  |
| -- | ----------------- | ----- | ------------------ |  |  |  |
| 1  | Spagna (bandiera) | P     | Càndid Ballart     |  |  |  |
| 3  | Spagna (bandiera) | E     | Ferran Giménez     |  |  |  |
| 5  | Spagna (bandiera) | E     | Joan Salvat        |  |  |  |
| 7  | Spagna (bandiera) | E     | Pablo Del Río      |  |  |  |
| 9  | Spagna (bandiera) | E     | Raul Marín         |  |  |  |
| 10 | Spagna (bandiera) | P     | Martí Zapater      |  |  |  |
| 15 | Spagna (bandiera) | E     | Marc Julià         |  |  |  |
| 19 | Cile (bandiera)   | E     | Diego Rojas        |  |  |  |
| 55 | Cile (bandiera)   | E     | Felipe Castro      |  |  |  |
| 77 | Italia (bandiera) | E     | Francesco Compagno |  |  |  |
| 96 | Spagna (bandiera) | E     | David Gelmà        |  |  |  |

### Staff tecnico
- 1º Allenatore:  Jordi Garcia
- 2º Allenatore:  Ramon Margalef